# Magetan
Magetan is een regentschap in Oost-Java, Indonesië.

## Lokale keuken
Culinaire specialiteiten uit Magetan zijn onder andere:
- Tepo tahu
- Getuk pisang, bestaande uit banaan
- Kurmelo, sinaasappel schil met dadels
- Lempeng, een snack bestaande uit gedroogde rijst

## Bezienswaardigheden
- Het meer van Sarangan, een bekend meer in Oost-Java.
- Tirtosari waterval, nabij het meer van Sarangan
- Ngancar waterval, in het Ngerong district

## Lijst van regenten
- Raden Tumenggung Yosonegoro(1675 - 1703)
- Raden Ronggo Galih Tirtokusumo (1703 - 1709)
- Raden Mangunrono(1709 - 1730)
- Raden Tumenggung Citrodiwirjo (1730 - 1743)
- Raden Arja Sumaningrat(1743 - 1755)
- Kanjeng Kyai Adipati Poerwadiningrat (1755 - 1790)
- Raden Tumenggung Sosrodipuro(1790 - 1825)
- Raden Tumenggung Sosrowinoto (1825 - 1837)
- Raden Mas Arja Kartonagoro(1837 - 1852)
- Raden Mas Arja Hadipati Surohadiningrat III (1852 - 1887)
- Raden M.T. Adiwinoto(1887 - 1912), R.M.T. Kertonegoro (1889)
- Raden M.T. Surohadinegoro (1912 - 1938), R.A. Arjohadiwinoto (1919)
- Raden Mas Tumenggung Soerjo(1938 - 1943)
- Raden Mas Arja Tjokrodiprojo (1943 - 1945)
- Dokter Sajidiman(1945 - 1946)
- Sudibjo (1946 - 1949)
- Raden Kodrat Samadikoen(1949 - 1950)
- Mas Soehardjo (1950)
- Mas Siraturahmi(1950 - 1952)
- M. Machmud Notonindito (1952 - 1960)
- Soebandi Sastrosoetomo (1960 - 1965)
- Raden Mochamad Dirjowinoto(1965 - 1968)
- Boediman (1968 - 1973)
- Djajadi(1973 - 1978)
- Drs. Bambang Koesbandono (1978 - 1983)
- Drg. H.M. Sihabudin (1983 - 1988)
- Drs. Soedharmono (1988 - 1998)
- Soenarto
- Saleh Mulyono
- Sumantri

## Onderdistricten
Magetan heeft 17 onderdisctricten:
- Barat (Magetan)
- Bendo
- Karangrejo
- Karas
- Kartoharjo
- Kawedanan
- Lembeyan
- Magetan
- Maospati
- Ngariboyo
- Nguntoronadi
- Panekan
- Parang
- Plaosan
- Poncol
- Sukomoro
- Takeran